# Щерба, Казимеж
Казимеж Веслав Ще́рба (пол. Kazimierz Wiesław Szczerba, родился 1 марта 1954, Ченжковице, Польша) — польский боксёр-любитель, призёр Олимпийских игр 1976 и 1980 годов. Двукратный чемпион Польши. Закончил карьеру боксёра в 1988 году, став тренером.
Сын — Михал Щерба (1977), польский политик, депутат Сейма Польши VI и VII созывов.